# Metropolie von Kos und Nisyros

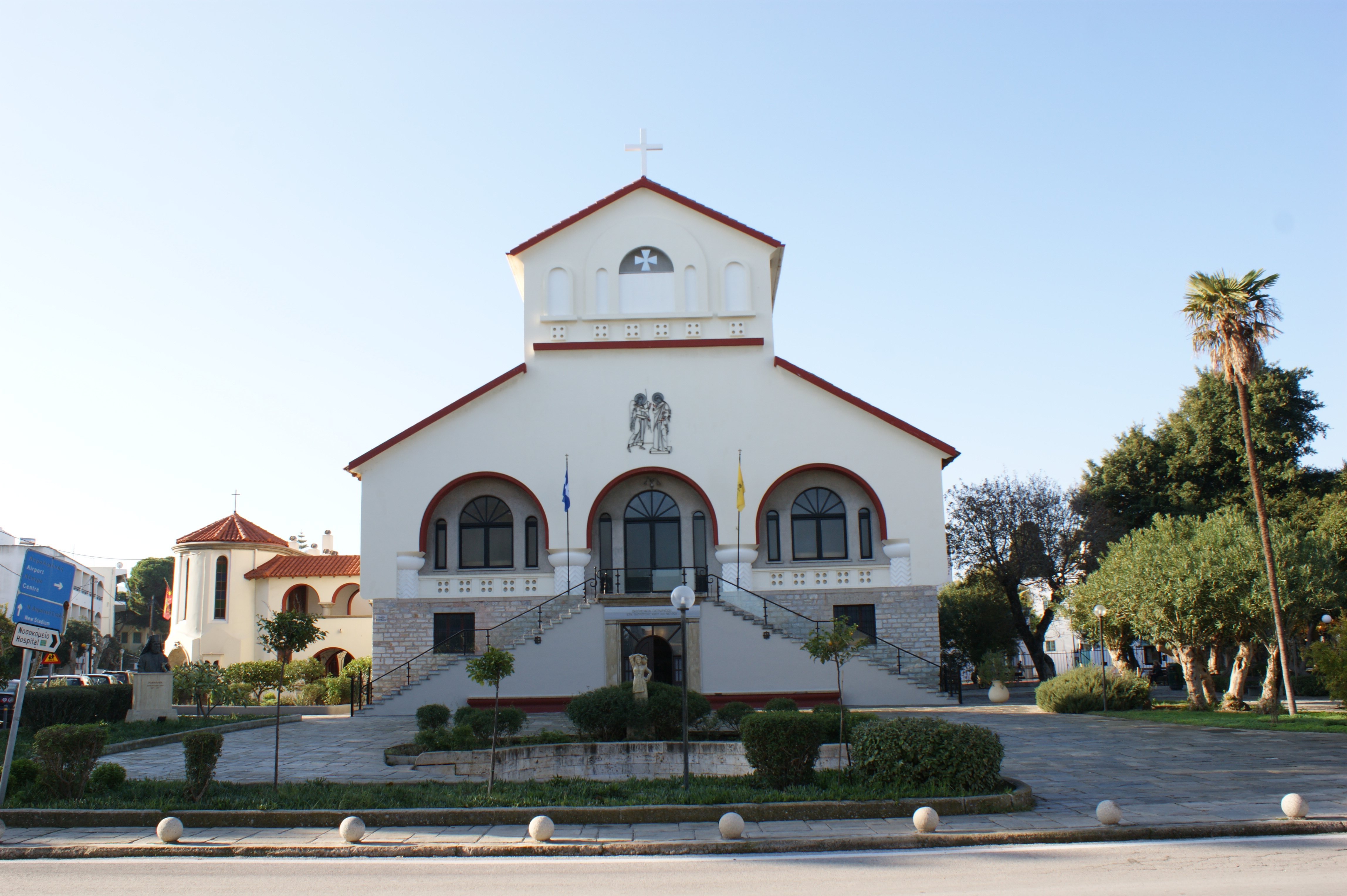
Kathedrale von Kos und Nisyros in der Stadt Kos

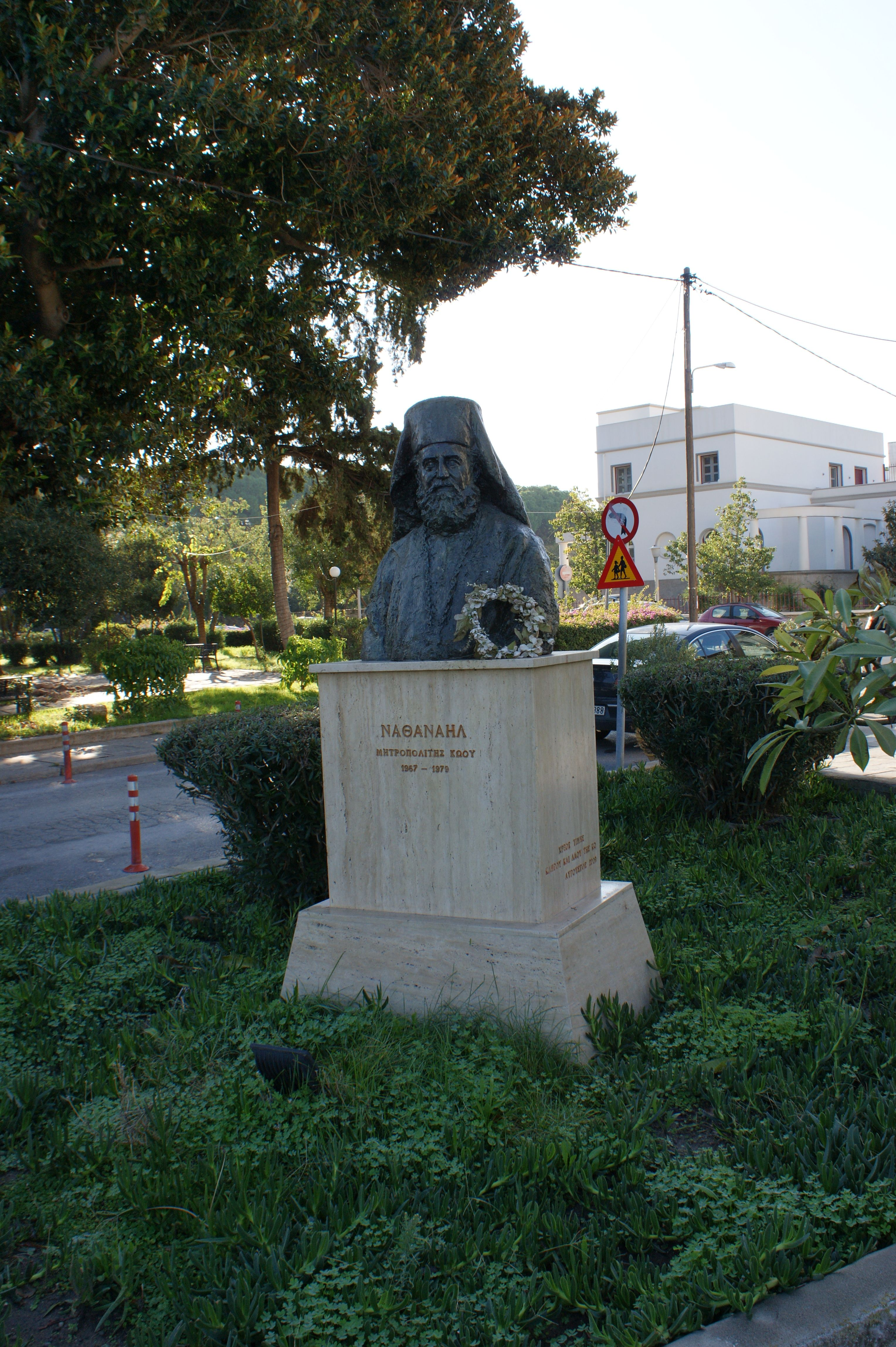
Büste des Metropoliten Nathaniel, Metropolit auf Kos von 1967 bis 1979

Die Metropolie von Kos und Nisyros (auch: griechisch Ιερά Μητρόπολις Κώου και Νισύρου Iera Mitropolis Koou kai Nisyrou „Heilige Metropolie von Kos und Nisyros“) ist eine kirchliche Provinz des Dodekanes und umfasst räumlich die Inseln Kos und Nisyros. Die Metropolie Kos und Nisyros untersteht nicht der Kirche von Griechenland, sondern direkt dem Ökumenischen Patriarchat von Konstantinopel, wie die anderen Metropoliten der Dodekanes im südöstlichen Teil der Ägäis, die Kirche von Kreta und die Klöster auf dem Berg Athos. Diese kirchlichen Metropolien sind seit 1946 zwar an die Kirche von Griechenland angelehnt, unterstehen aber kirchenrechtlich weiterhin direkt dem Ökumenischen Patriarchen.
Sitz der Metropolie und des Metropoliten von Kos und Nisyros ist die Kathedrale von Kos und Nisyros in der Stadt Kos. In der Metropolie gibt es 26 Pfarreien, 100 Kirchen und Kapellen und 16 Klöster.

## Geschichte
Der Apostel Paulus gilt als Gründer der christlichen Kirche auf Kos. Er soll auf seiner Rückreise nach Jerusalem über Kos gereist sein. Wann genau die erste christliche Gemeinschaft auf Kos bzw. auf Nisyros gegründet wurde, ist nicht bekannt. Als erstes Kirchenoberhaupt der christlichen Gemeinschaft auf Kos gilt Melifronas. Die erste christliche Kirchenorganisation auf Nisyros soll um die Mitte des 9. Jahrhunderts gegründet worden sein.
Am 11. April 1838 wurde die Metropolie Kos von Patriarch Gregor VI. gegründet.
Bis 2004 wurde diese Metropolie nur als Metropolie von Kos bezeichnet, da sie nur die Insel Kos umfasste. 2004 wurde die Insel Nisyros mit Kos kirchenrechtlich zusammengelegt und die Metropolie erhielt ihren heutigen Namen.
Vom Dezember 1982 bis 2009 war Emilianos Zacharopoulos Metropolit von Kos. Er trat altersbedingt 2009 zurück und seit 2009 ist Metropolit von Kos und Nisyros Nathaniel Diakopanagiotis (Weihe am 6. März 2009 in Istanbul/Konstantinopel).